# لاکهید اف-۹۴ استارفایر
لاکهید اف-۹۴ استارفایر (به انگلیسی: Lockheed F-94 Starfire) یک هواگرد ساختِ کارخانهٔ لاکهید کورپوریشن در کشور ایالات متحده آمریکا است. نخستین استفاده‌کنندهٔ این هواگرد نیروی هوایی ایالات متحده آمریکا بوده‌است. این هواگرد برای نخستین بار در ۱۶ آوریل ۱۹۴۹ میلادی مورد استفاده قرار گرفت.